# Bratsk
Bratsk (russisk: Братск, tr. Bratsk) er en by i Irkutsk oblast i det Sibiriske føderale distrikt i Den Russiske Føderation. Byen ligger ved bredden af Bratskreservoiret på Angarafloden. Bratsk har 220.097 (2024) indbyggere og er dermed den næststørste by i oblasten. Den gamle by blev grundlagt omkring 1650.

## Etymologi
Byens navn Bratsk kommer af det gamle russiske navn bratskiye lyudi (dansk: ~ burjatfolket), som var den russiske betegnelse for burjaterne.

## Geografi
Bratsk strækker sig 65 km langs bredden af Bratskreservoiret. Med beliggenheden centralt i den østsibiriske del af Rusland er byen den nordlige port af Fjernøsten og et trafikknudepunkt hvor både Bajkal–Amur jernbanen, der er en afkortning af den transsibiriske jernbane, og den vigtige A331 Viljuj vej, der er den vigtigste vejforbindelse til Jakutien, går igennem byen. I byen er der både en international lufthavn og flodhavn.
Afstanden fra Bratsk ad hovedveje til oblastens administrative center, Irkutsk, er 649 km. Afstanden fra Bratsk ad hovedveje til Moskva er 4.836 km. Afstanden til Jakutsk er 3.795 km og afstanden til Vladivostok er 4.572 km.

### Klima
| J F M A M J J A S O N D 15 −19 −26 11 −16 −24 10 −5 −17 16 4 −6 27 13 2 48 22 8 72 24 13 67 21 10 38 13 3 24 3 −3 22 −10 −15 19 −17 −23 Gennemsnitlige max. og min. temperaturer i °C Nedbørsmængde i mm Kilde: yandex.ru |            |           |         |         |         |          |          |         |         |            |            |
| J | F          | M         | A       | M       | J       | J        | A        | S       | O       | N          | D          |
| 15 −19 −26 | 11 −16 −24 | 10 −5 −17 | 16 4 −6 | 27 13 2 | 48 22 8 | 72 24 13 | 67 21 10 | 38 13 3 | 24 3 −3 | 22 −10 −15 | 19 −17 −23 |
| Gennemsnitlige max. og min. temperaturer i °C |            |           |         |         |         |          |          |         |         |            |            |
| Nedbørsmængde i mm |            |           |         |         |         |          |          |         |         |            |            |
| Kilde: yandex.ru |            |           |         |         |         |          |          |         |         |            |            |

| J                                             | F          | M         | A       | M       | J       | J        | A        | S       | O       | N          | D          |
| 15 −19 −26                                    | 11 −16 −24 | 10 −5 −17 | 16 4 −6 | 27 13 2 | 48 22 8 | 72 24 13 | 67 21 10 | 38 13 3 | 24 3 −3 | 22 −10 −15 | 19 −17 −23 |
| Gennemsnitlige max. og min. temperaturer i °C |            |           |         |         |         |          |          |         |         |            |            |
| Nedbørsmængde i mm                            |            |           |         |         |         |          |          |         |         |            |            |
| Kilde: yandex.ru                              |            |           |         |         |         |          |          |         |         |            |            |

Bratsk har subpolarklima, ifølge Köppens klimaklassifikation Dfc. Vintrene er meget kolde og lange med gennemsnitlige temperaturer fra -24,9 °C til -17,1 °C i januar, mens somrene er milde til varme med gennemsnitlige temperaturer fra 12,5 °C til 23,6 °C i juli. Nedbøren er moderat og er betydeligt højere om sommeren end på andre tidspunkter af året.

## Historie
De første europæere ankom til området i 1623 for der at indsamle skat fra den lokale burjat-befolkning. En permanent bosættelse blev oprettet i 1636 med konstruktionen af et fort (russisk: ostrog) hvor floderne Oka og Angara mødes. Flere trætårne fra perioden har overlevet og nu opstillet ved Kolomenskoje i Moskva.
Under 2. Verdenskrig kom der en del tilflyttere fra de besatte vestlige dele af Sovjetunionen, der bosatte sig i Bratsk, såvel som industri der blev flyttet fra det vestlige Sovjetunionen til på den anden side Uralbjergene uden for nazisternes rækkevidde.
I 1947 blev der opført en fængselslejr i nærheden af Bratsk, med plads til op til 44.000 indsatte, der arbejdede på blandt andet Bajkal–Amur jernbanen.
Byen udviklede sig igen hurtigt med konstruktionen af dæmningen og vandværket på Angara, som foregik i perioden 1954 til 1966, og opbygningen af det nye Bratsk indledtes i 1955 , som beboelse for de mange tilflyttede konstruktionsarbejdere.

## Administrativ status
Bratsk er administrativt center for Bratsk rajon, selvom byen ikke er en del af rajonen. Byen Bratsk udgør Bratsk bymæssige okrug.

### Administrative okruger
Bratsk er inddelt i tre administrative okruger:
| Okrug          | Indbyggere 2002 | Indbyggere 2010 | Indbyggere 1. januar 2015 |
| -------------- | --------------- | --------------- | ------------------------- |
| Padunskij      | 60 142          | 56 205          | 54 210                    |
| Pravoberezjnyj | 39 524          | 38 550          | 37 053                    |
| Tsentralnyj    | 159 669         | 151 564         | 145 050                   |
| TOTALT         | 259 335         | 246 319         | 236 313                   |

## Økonomi
Byens økonomi er, udover vandkraftværket, i høj grad afhængig af tung industri, herunder en af Ruslands største aluminiumsværk, Bratsk Aluminiumsværk, savværker, papirmasseindustri, kemifabrikker og et kulkraftværk.

### Vandkraftværket
Vandkraftværket var ved sin fulde idriftsætning i 1967 verdens største elproducent, indtil Canadas Churchill Falls blev åbnet i 1971. Årlig producerer værket 22,6 TWh. I øjeblikket opererer Bratsk Vandkraftværk 18 turbiner, hver med en kapacitet på 250 MW, med en samlet kapacitet på 4.500 MW.

### Bratsk Aluminiumsværk
Bratsk Aluminiumsværk er den største aluminiumsproducent i Rusland og i verden. Det producerer 30% af den samlede prodution i Rusland og 4% af verdens samlede aluminiums produktion. Aluminiumsværket er ejet aluminiums selskabet "Rusal". Anlægget blev idriftsat i 1966 og havde en installeret kapacitet på 915 tusind tons. I 2008 satte værket rekord med produktion af 1 million tons aluminium. Bratsk Aluminiumsværk lægger beslag på ca. 75% af elektriciteten, der produceres på Bratsk vandkraftværk. Okring 4.000(2016) er beskæftiget på værket.

## Uddannelse
I Bratsk er der tre højere uddannelsesinstitutioner
- Bratsks Statslige Universitet
- en afdeling af Bajkals Statslige Universitet
- en afdeling af Irkutsk Statslige Universitet

Bratsk har en række videregående uddannelsesinstitutioner bl.a.
- Metalskole
- Medicinsk uddannelse
- Bratsk Pulp og Papir uddannelse
- Metallurgiske College
- Lærerseminarie
- Erhvervs- og økonomisk uddannelse
- Musikskole
- Tekniske Skole

## Kultur
Teatre
- Bratsk Drama Teater .
- "Tirlyamy" Dukketeater.

Museer (udvalg)
- Museum for Historie om byen Bratsk.
- Frilandsmuseet "Angara landsby".
- Kunst udstillingshal.
- Militærhistorisk museum

## Miljøproblemer
Bratsk var blandt Blacksmith Institutes "Dirty Thirty", de tredive mest forurenede steder i verden.
Indtil nylig var Bratskreservoiret, som er et af verdens største, en kilde for drikkevand til mange nærliggende byer. Men efter at en forurening med tonsvis af tungmetallet kviksølv var blev opdaget på bunden af reservoiret blev lokalbefolkningen advaret og bedt om at undgå reservoiret for enhver pris. Men på grund af Ruslands økonomiske problemer bliver reservoiret stadig brugt som fiskeressource for den hårdt pressede lokale befolkning. I følge Jurij Udodov, leder for Den Føderale Økologi-Komité i Irkutsk oblast, så har dette området "den højeste udslipsmængde af metallisk kviksølv i hele Sibirien." Mængden af kviksølv-forureningen i området omkring den nærliggende Usolje Kemiske Fabrik svarer til halvdelen af den globale kviksølvsproduktion i 1992.
Bratsk er derfor blevet erklæret for en økologisk katastrofezone. Bratsk Aluminiumsværk har forurenet sine omgivelser i så høj grad at byen Tsjikanovskij blev evakueret i 2001 på grund af gentagne helbredsmæssige kriser.

## Venskabsbyer
Bratsk har to venskabsbyer:
| Nanao, Japan | Zibo, Kina |

## Kendte personer fra Bratsk
- Viktor Kneib – russisk atlet der har deltaget i de olympiske lege i disciplinen kælk
- Nadezhda Muravjova – håndboldsspiller
- Alexandr Zubkov – russisk atlet der har deltaget i de olympiske lege i disciplinerne kælk og bobslæde